# Nothomiza ithyterma
Nothomiza ithyterma là một loài bướm đêm trong họ Geometridae.